# Trimágus Tusa
A Trimágus Tusa (angolul Triwizard Tournament) a Harry Potter könyvekben egy hagyományos verseny, amelyet az 1300-as években („közel hétszáz évvel ezelőtt”) rendeztek meg először. A bajnokságon ötévente a három legnagyobb európai varázslóiskola, a Roxfort, a Beauxbatons és a Durmstrang egy-egy tanulója vehet részt. A bajnokoknak három veszélyes próbát kell kiállni, a győztes jutalma a Trimágus Kupa, sok-sok pénz (szám szerint 1000 galleon), és örök dicsőség. A versenyzőket egy pártatlan bíró, a Tűz Serlege választja ki. A három próba mellett a Tusa fontos része a Karácsonyi Bál, amelynek során a világ különböző részein élő fiatal varázslók közelebb kerülhetnek egymáshoz.
A próbák veszélyessége, az egyre gyakoribb halálesetek miatt a Tusát egy ideig megszüntették, de 1994-ben újra megrendezték. Ez utóbbi verseny áll a Harry Potter és a Tűz Serlege című könyv cselekményének központjában. A Mágiaügyi Minisztérium a versenyzők biztonságának érdekében szigorított a szabályzaton, a versenyen csak 17 éven felüli diákok vehettek részt. Ennek ellenére már az elején komplikációk akadtak: a Tűz Serlege nem három, hanem négy versenyzőt választott, ráadásul a negyedik, Harry Potter még csak 14 éves volt. Ennek ellenére mind a négyüket indították a versenyen.
A három próbán a bajnokoknak az alábbi feladatokkal kellett megbirkózni:
- Megszerezni egy aranytojást, amelyet egy sárkány védelmez.
- Egy órán belül megtalálni és felhozni a roxforti tó mélyéről egy számukra fontos személyt, akit a sellők levittek oda.
- Végigmenni egy szörnyekkel és mágikus csapdákkal teli labirintuson, és megtalálni benne a Trimágus Kupát.